# مالیات به مثابه بردگی

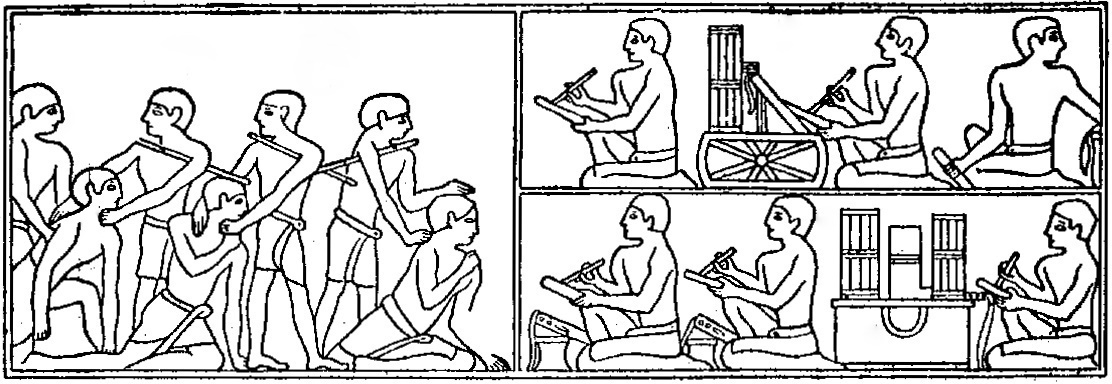
دهقانان مصری دستگیر شده به دلیل عدم پرداخت مالیات در عصر اهرام

مالیات‌بستن به مثابه برده‌داری این باور است که مالیات‌بستن در جامعه‌ای غیر آزاد رخ می‌دهد که افراد در آن مجبورند برای غنی سازی دولت و دریافت کنندگان بذل و بخشش کار کنند تا برای سود خودشان.
از نظر تاریخی، اولین و گسترده‌ترین نوع مالیات‌بستن سخره بود که قدمت آن به آغاز تمدن بر می‌گردد. سخره کار زوری تحمیل شده از سوی حکومت بر دهقانان بود که چنان فقیر بودند که توانایی پرداخت دیگر اشکال مالیات را نداشتند. (کار در مصر باستان مترادفی برای مالیات است)
گیل باکلی هم می‌گوید: «در نگاه بریتانیایی، مستعمرات آمریکایی فقط برای منفعت کشور مادر وجود داشتند، ولی آمریکاییان هر گونه مالیات بستن را بردگی می‌دانستند.» آنارشیستها سرشناسترین حامیان این استدلالند که مالیات بستن معادل با بردگی است. جامعه بین‌المللی آزادی فردی تأمین اجتماعی را بردگی اجتماعی دانسته است.
تامس روستیچی استاد دانشگاه جورج میسن از دو حکایت برای توضیح این نکته بهره می‌برد. در اولی سم اسلایم فردی را با کتک تهدید می‌کند تا £۵۰ از وی بگیرد. در دومی، سم به سیاستمداری رای می‌دهد که به فردی مالیات می‌بندد تا £۵۰ را به اسلایم «محروم» بازتوزیع کند. هر دو مثال دارای استفاده از زور هستند. به هر حال، سناریوی دومی مسلماً بدتر است چون اسلایم دیگر از طریق حکومت قادر است مکرراً پول دیگران را بگیرد و نتیجتاً آن‌ها را در وضعیت بردگی قرار دهد. A similar argument was made by Doug Casey. این سناریوها معمولاً مورد استفاده قرار می‌گیرند تا ادعا شود که مالیات گیری بردگی است.
لئو تولستوی استدلال کرد که مالیات بستن یکی از سه مرحله برده داری است (دو دیگر برده داری زمین و برده داری فردی باشند.